# 함평고등학교
함평고등학교(咸平高等學校)는 대한민국 전라남도 함평군 함평읍 진양리에 있는 사립 고등학교이다.

## 학교 연혁
- 1984년 11월 27일 : 함평고등학교 설립인가
- 1985년 3월 2일 : 함평고등학교 개교 (남·여 공학 5학급)
- 1990년 4월 14일 : 초대 박상복 이사장 취임
- 2005년 3월 7일 : 제2대 조정숙 이사장 취임
- 2011년 6월 1일 : 창의경영학교 운영(교육과학기술부 지정) (2011 ~ 2013)
- 2012년 9월 1일 : 자율학교 운영(2012 ~ 2013)
- 2013년 3월 1일 : 선진형 교과교실제 전환
- 2013년 12월 23일 : NAVI프로젝트 우수 인성교육 프로그램 인증(교육부)
- 2017년 9월 1일 : 선진형 교과교실제 자율학교 지정(2017.9.1~2022.2.28)
- 2022년 3월 1일 : 고교학점제 선도학교 운영
- 2022년 3월 1일 : AI(인공지능) 교육 선도학교 운영
- 2023년 3월 1일 : 제11대 양정열 교장 취임
- 2024년 1월 5일 : 제37회 졸업(65명, 총 5,276명 졸업)
- 2024년 3월 4일 : 2024학년도 제 40회 입학식 (70명 입학)

## 참고 자료
- 함평고등학교 - 한국교육학술정보원 학교알리미